# Troubled Asset Relief Program
Troubled Asset Relief Program (TARP) – program wsparcia instytucji finansowych przygotowany przez władze USA i podpisany przez George’a W. Busha 3 października 2008 roku. Celem programu była walka ze skutkami trwającego od 2007 roku kryzysu finansowego.
Rząd USA przeznaczył na ten program 700 mld USD, które miały być przeznaczone na wykup lub ubezpieczenie toksycznych aktywów, będących w posiadaniu instytucji finansowych zagrożonych upadłością w wyniku kryzysu finansowego.